# San Benedetto Val di Sambro

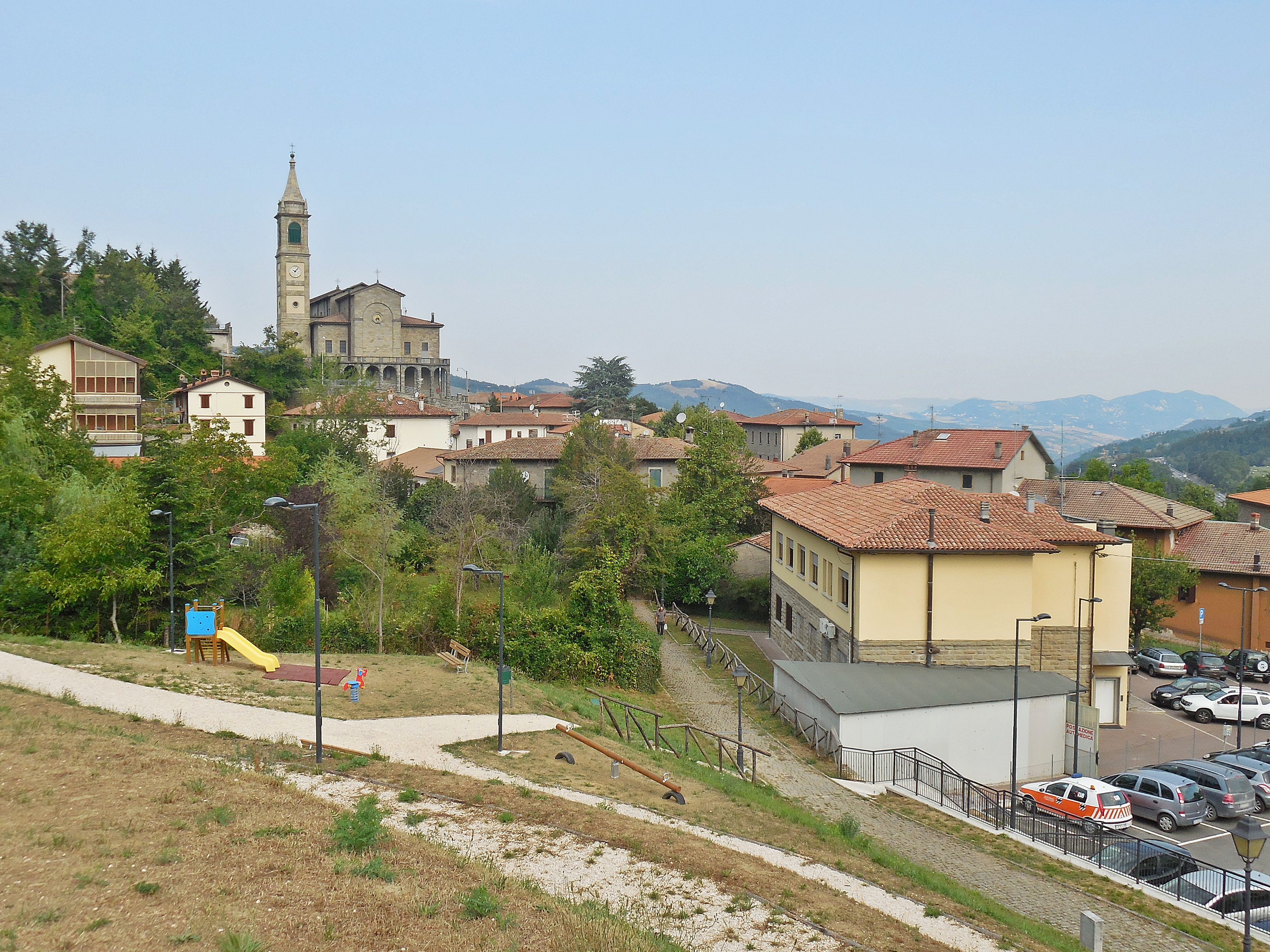
Blick auf den Ortsteil Pian del Voglio

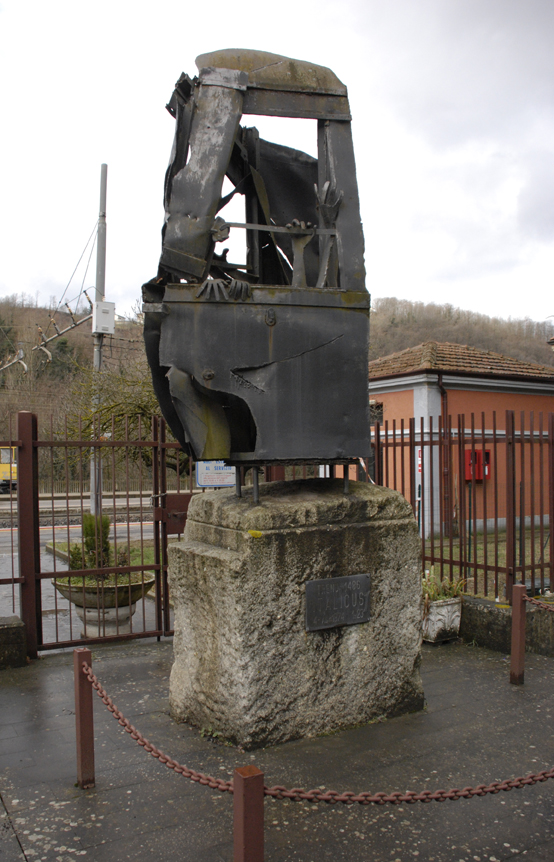
Denkmal für die Opfer des Bombenanschlags 4. August 1974 im Bahnhof von San Benedetto Val di Sambro

San Benedetto Val di Sambro ist eine italienische Gemeinde (comune) mit 4216 Einwohnern (Stand 31. Dezember 2023) in der Metropolitanstadt Bologna in der Emilia-Romagna. Die Gemeinde liegt etwa 33 Kilometer südsüdwestlich von Bologna und gehört zur Comunità montana Cinque Valli Bolognesi. Die östliche Grenze der Gemeinde bildet die Setta. Mit dem Monte dei Cucchi (1139 Meter) und dem Monte Caparozzolo (1049 Meter) liegen zwei nicht unbedeutende Erhebungen des Apennin im Gemeindegebiet.

## Verkehr
Der Bahnhof San Benedetto Sambro-Castiglione Pepoli liegt an der Bahnstrecke Bologna–Florenz. Am 4. August 1974 kamen hier bei einem Bombenanschlag auf den Italicus Express, den Nachtschnellzug Rom–München, den eine rechtsextreme Terrorgruppe verübte, 12 Menschen ums Leben, 48 wurden darüber hinaus verletzt. 

Auch im Dezember 1984 stand dieser Ort im Blickpunkt: 
Durch das Gemeindegebiet führt ferner die Autostrada A1 von Bologna über Florenz nach Rom.

## Persönlichkeit
- Bernardino Maria Dino Piccinelli (1905–1984), Weihbischof in Ancona und Numana